# Apodemia phyciodoides
Apodemia phyciodoides is een vlindersoort uit de familie van de prachtvlinders (Riodinidae), onderfamilie Riodininae.
Apodemia phyciodoides werd in 1924 beschreven door Barnes & Benjamin.